# Zimní olympijské hry 2018
Zimní olympijské hry 2018, oficiálně XXIII. zimní olympijské hry (korejsky 평창 동계 올림픽), se konaly v jihokorejském Pchjongčchangu. Slavnostní zahájení proběhlo 9. února 2018, ukončení se pak uskutečnilo 25. února 2018. Na olympiádu se kvalifikovalo rekordních 92 zemí a soutěžilo se v rekordních 102 soutěžích.
V Jižní Koreji se uskutečnila olympiáda již podruhé. V roce 1988 proběhly v hlavním městě Soulu XXIV. letní olympijské hry.
Pchjongčchang je tak třetí či čtvrté asijské město, které hostilo zimní olympijské hry. Prvním asijským městem bylo Sapporo v Japonsku v roce 1972, druhým bylo japonské Nagano v roce 1998. Soči, kde se konaly Zimní olympijské hry 2014, může být dle různých výkladů počítáno jak do Evropy, tak do Asie.

## Volba pořadatele
Města, která chtěla hostit Zimní olympijské hry 2018, musela do 15. října 2009 podat kandidaturu. Kandidaturu podaly Pchjongčchang, Mnichov a Annecy. Mnichov již hostil Letní olympijské hry 1972 a bylo by to tak první město, které by hostilo Letní olympijské hry a Zimní olympijské hry. Pchjongčchang měl už zájem o pořádání zimních olympijských her 2010 a 2014, ale vždy o několik málo hlasů prohrál.
Členové výboru pak 6. července 2011 na 123. zasedání MOV v jihoafrickém Durbanu zvolili pořadatelem Pchjongčchang v Jižní Koreji.
| Město         | Stát        | 1. kolo |
| Pchjongčchang | Jižní Korea | 91      |
| Mnichov       | Německo     | 25      |
| Annecy        | Francie     | 20      |

## Symboly

### Oficiální symboly

#### Olympijská pochodeň
Olympijskou pochodeň zažehla herečka Katerina Lehouová (Lechuová). Jako první ze štafety pochodeň převzal řecký biatlonista Apostolos Angelis. V úterý 31. října 2017 doputovala do Korejské republiky, kde ji čekala 100 dní dlouhá cesta. Olympijská pochodeň urazila symbolických 2018 kilometrů a mělo si ji vystřídat 7500 lidí.

#### Maskot olympijských her
Organizátoři vybrali postavu z korejské lidové pohádky: tygra, který má představovat symbol důvěry a síly. Bílý tygr se jmenuje Suhorang (korejsky 수호랑, anglicky Soohorang), což v překladu znamená zhruba „ochranný tygr“. Pro následující paralympijské hry byl za maskota vybrán medvěd Pandabi (korejsky 반다비, anglicky Bandabi).

### Neoficiální symboly
Jedním z neoficiálních symbolů celé olympiády se stala česká olympionička Ester Ledecká. Jako první žena v historii dokázala na jedné olympiádě zvítězit ve dvou odlišných sportech (lyžování a snowboarding). Její úspěch se stal senzací, Ester Ledecká se stala jednou z nejznámějších a nejlepších sportovkyní světa. Další senzací se stal postup německých hokejistů do finále, nakonec však Němci prohráli s Olympijskými sportovci z Ruska a získali stříbrnou medaili (což je nejlepší výsledek německých hokejistů na olympiádě v historii).
Symbolem se stala ale i politická snaha o co největší zmírnění napětí na Korejském poloostrově. Díky tomu se této olympiádě začalo přezdívat například „olympiáda Pchjongjangu“, „olympiáda Kim Čong-una“, „politická olympiáda“ nebo „olympiáda tajných agentů“.

## Olympijská sportoviště

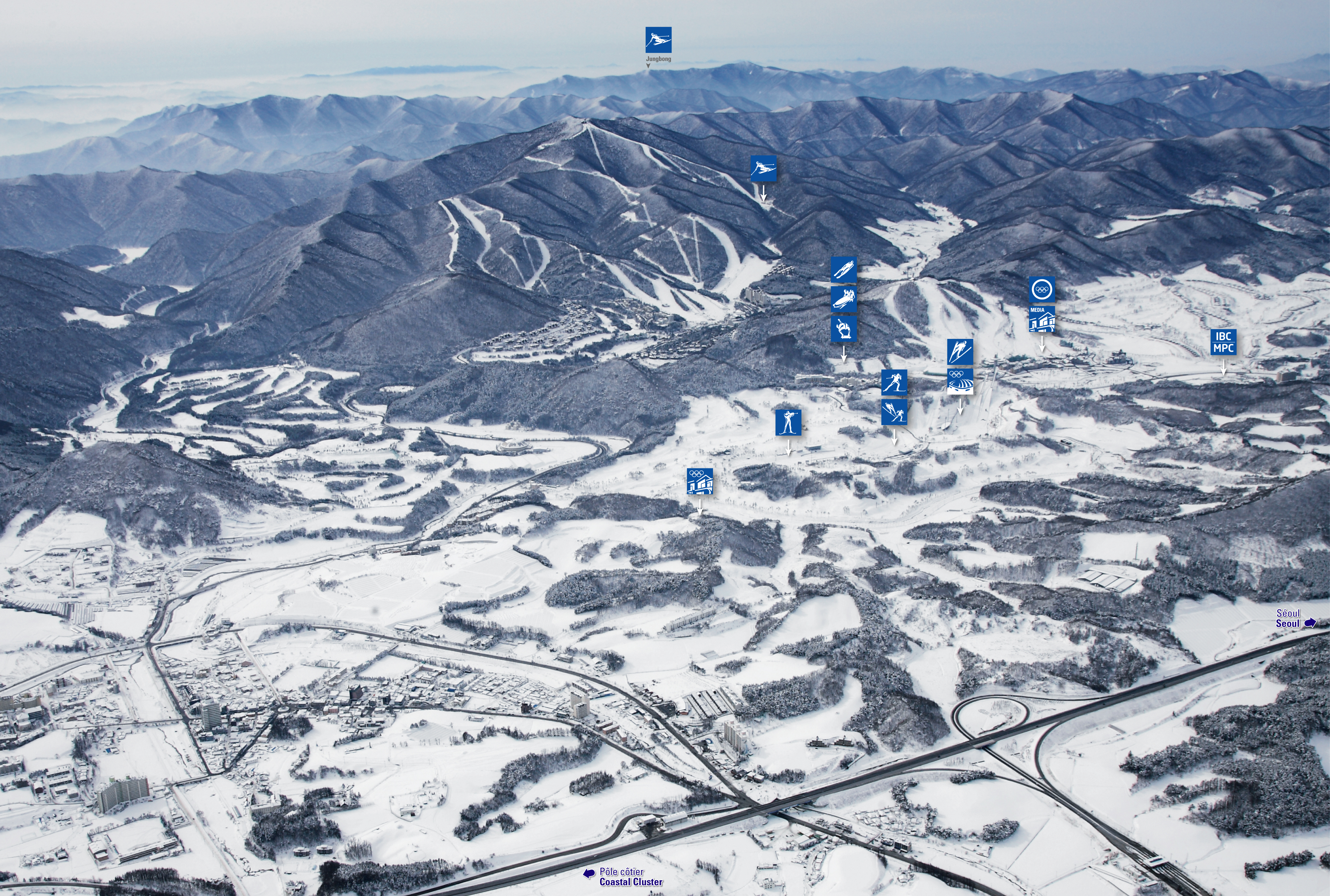
Mapa sportovišť

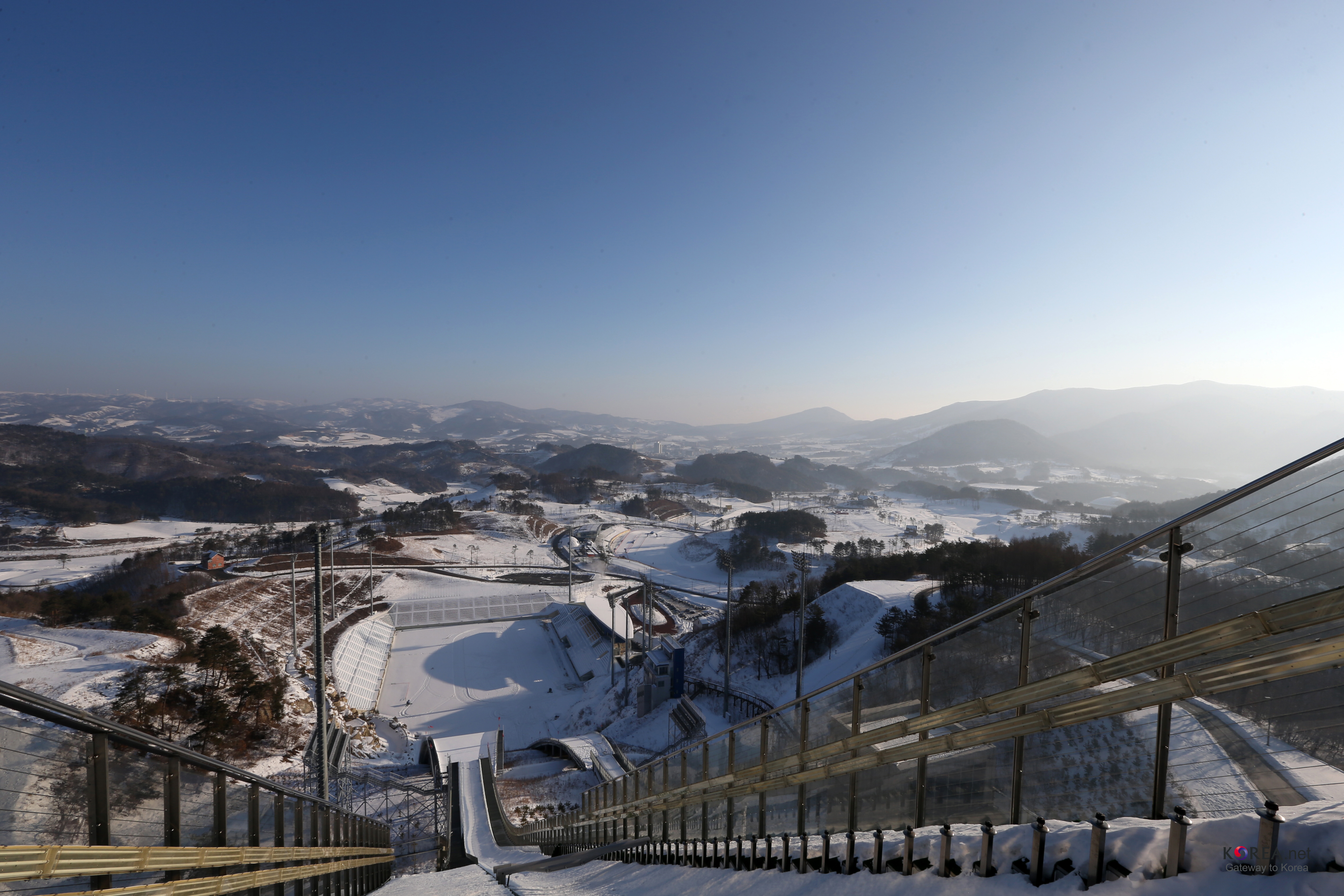
Alpensia Ski Jumping Centre

### Horské středisko Pchjongčchang

#### Alpensia Sports Park
- Olympijský stadion (slavnostní zahájení a zakončení ZOH 2018)
- Alpensia Cross-Country Centre (běh na lyžích, severská kombinace)
- Alpensia Ski Jumping Centre (skoky na lyžích, severská kombinace a snowboarding)
- Alpensia Biathlon Centre (biatlon)
- Alpensia Sliding Centre (saně, boby a skeleton)
- Hlavní olympijská vesnice
- Lyžařské středisko Jongpchjong (alpské lyžování)

#### Samostatné dějiště
- Phoenix Pchjongčchang (akrobatické lyžování a snowboarding)
- Lyžařské středisko Čongson (alpské lyžování)

### Pobřežní středisko Kangnung
- hokejový stadion Kangnung (lední hokej)
- Gangneung Curling Centre (curling)
- Gangneung Oval (rychlobruslení)
- Gangneung Ice Arena (short track a krasobruslení)
- hokejový stadion Kwandong (lední hokej)

## Soutěže
Na XXIII. Zimních olympijských hrách se soutěží celkem v 15 sportech.

### Sporty
- Alpské lyžování
- Biatlon
- Boby
- Běh na lyžích
- Curling
- Krasobruslení
- Akrobatické lyžování
- Lední hokej
- Saně
- Severská kombinace
- Short track
- Skeleton
- Skoky na lyžích
- Snowboarding
- Rychlobruslení

### Kalendář soutěží
| ÚC | Úvodní ceremoniál | ● | Soutěžní den disciplíny | 1 | Finále disciplíny | Ex | exhibice | ZC | Závěrečný ceremoniál |

| Únor                 | Únor                 | 8. Čt | 9. Pá | 10. So | 11. Ne | 12. Po | 13. Út | 14. St | 15. Čt | 16. Pá | 17. So | 18. Ne | 19. Po | 20. Út | 21. St | 22. Čt | 23. Pá | 24. So | 25. Ne | Finále |
| -------------------- | -------------------- | ----- | ----- | ------ | ------ | ------ | ------ | ------ | ------ | ------ | ------ | ------ | ------ | ------ | ------ | ------ | ------ | ------ | ------ | ------ |
| Ceremoniály          | Ceremoniály          |       | ÚC    |        |        |        |        |        |        |        |        |        |        |        |        |        |        |        | ZC     |        |
| Akrobatické lyžování | Akrobatické lyžování |       | ●     |        | 1      | 1      |        |        | ●      | 1      | 1      | 2      | ●      | 1      | 1      | 1      | 1      |        |        | 10     |
| Alpské lyžování      | Alpské lyžování      |       |       |        |        |        | 1      |        | 2      | 2      | 1      | 1      |        |        | 1      | 2      |        | 1      |        | 11     |
| Běh na lyžích        | Běh na lyžích        |       |       | 1      | 1      |        | 2      |        | 1      | 1      | 1      | 1      |        |        | 2      |        |        | 1      | 1      | 12     |
| Biatlon              | Biatlon              |       |       | 1      | 1      | 2      |        |        | 2      |        | 1      | 1      |        | 1      |        | 1      | 1      |        |        | 11     |
| Boby                 | Boby                 |       |       |        |        |        |        |        |        |        |        | ●      | 1      | ●      | 1      |        |        | ●      | 1      | 3      |
| Curling              | Curling              | ●     | ●     | ●      | ●      | ●      | 1      | ●      | ●      | ●      | ●      | ●      | ●      | ●      | ●      | ●      | ●      | 1      | 1      | 3      |
| Krasobruslení        | Krasobruslení        |       | ●     |        | ●      | 1      |        | ●      | 1      | ●      | 1      |        | ●      | 1      | ●      |        | 1      |        | Ex     | 5      |
| Lední hokej          | Lední hokej          |       |       | ●      | ●      | ●      | ●      | ●      | ●      | ●      | ●      | ●      | ●      | ●      | ●      | 1      | ●      | ●      | 1      | 2      |
| Rychlobruslení       | Rychlobruslení       |       |       | 1      | 1      | 1      | 1      | 1      | 1      | 1      |        | 1      | 1      |        | 2      |        | 1      | 2      |        | 14     |
| Saně                 | Saně                 |       |       | ●      | 1      | ●      | 1      | 1      | 1      |        |        |        |        |        |        |        |        |        |        | 4      |
| Severská kombinace   | Severská kombinace   |       |       |        |        |        |        | 1      |        |        |        |        |        | 1      |        | 1      |        |        |        | 3      |
| Short track          | Short track          |       |       | 1      |        |        | 1      |        |        |        | 2      |        |        | 1      |        | 3      |        |        |        | 8      |
| Skeleton             | Skeleton             |       |       |        |        |        |        |        | ●      | 1      | 1      |        |        |        |        |        |        |        |        | 2      |
| Skoky na lyžích      | Skoky na lyžích      | ●     |       | 1      |        | 1      |        |        |        | ●      | 1      |        | 1      |        |        |        |        |        |        | 4      |
| Snowboarding         | Snowboarding         |       |       | ●      | 1      | 1      | 1      | 1      | 1      | 1      |        |        | ●      |        | ●      | 1      |        | 3      |        | 10     |
| Celkem disciplín     | Celkem disciplín     |       |       | 5      | 6      | 7      | 8      | 4      | 9      | 7      | 9      | 6      | 3      | 5      | 7      | 10     | 4      | 8      | 4      | 102    |
| Kumulativní součet   | Kumulativní součet   |       |       | 5      | 11     | 18     | 26     | 30     | 39     | 46     | 55     | 61     | 64     | 69     | 76     | 86     | 90     | 98     | 102    |        |
| Únor                 | Únor                 | 8. Čt | 9. Pá | 10. So | 11. Ne | 12. Po | 13. Út | 14. St | 15. Čt | 16. Pá | 17. So | 18. Ne | 19. Po | 20. Út | 21. St | 22. Čt | 23. Pá | 24. So | 25. Ne | Finále |

## Počet medailí podle údajů mezinárodního olympijského výboru
| Pořadí | Země                               | Zlato | Stříbro | Bronz | Celkem |
| 1      | Norsko (NOR)                       | 14    | 14      | 11    | 39     |
| 2      | Německo (GER)                      | 14    | 10      | 7     | 31     |
| 3      | Kanada (CAN)                       | 11    | 8       | 10    | 29     |
| 4      | Spojené státy americké (USA)       | 9     | 8       | 6     | 23     |
| 5      | Nizozemsko (NED)                   | 8     | 6       | 6     | 20     |
| 6      | Švédsko (SWE)                      | 7     | 6       | 1     | 14     |
| 7      | Jižní Korea (KOR)                  | 5     | 8       | 4     | 17     |
| 8      | Švýcarsko (SUI)                    | 5     | 6       | 4     | 15     |
| 9      | Francie (FRA)                      | 5     | 4       | 6     | 15     |
| 10     | Rakousko (AUT)                     | 5     | 3       | 6     | 14     |
| 11     | Japonsko (JPN)                     | 4     | 5       | 4     | 13     |
| 12     | Itálie (ITA)                       | 3     | 2       | 5     | 10     |
| 13     | Olympijští sportovci z Ruska (OAR) | 2     | 6       | 9     | 17     |
| 14     | Česko (CZE)                        | 2     | 2       | 3     | 7      |
| 15     | Bělorusko (BLR)                    | 2     | 1       | 0     | 3      |
| 16     | Čína (CHN)                         | 1     | 6       | 2     | 9      |
| 17     | Slovensko (SVK)                    | 1     | 2       | 0     | 3      |
| 18     | Finsko (FIN)                       | 1     | 1       | 4     | 6      |
| 19     | Velká Británie (GBR)               | 1     | 0       | 4     | 5      |
| 20     | Polsko (POL)                       | 1     | 0       | 1     | 2      |
| 21     | Maďarsko (HUN)                     | 1     | 0       | 0     | 1      |
| 21     | Ukrajina (UKR)                     | 1     | 0       | 0     | 1      |
| 23     | Austrálie (AUS)                    | 0     | 2       | 1     | 3      |
| 24     | Slovinsko (SLO)                    | 0     | 1       | 1     | 2      |
| 25     | Belgie (BEL)                       | 0     | 1       | 0     | 1      |
| 26     | Nový Zéland (NZL)                  | 0     | 0       | 2     | 2      |
| 26     | Španělsko (ESP)                    | 0     | 0       | 2     | 2      |
| 28     | Kazachstán (KAZ)                   | 0     | 0       | 1     | 1      |
| 28     | Lichtenštejnsko (LIE)              | 0     | 0       | 1     | 1      |
| 28     | Lotyšsko (LAT)                     | 0     | 0       | 1     | 1      |
| Celkem | Celkem                             | 103   | 102     | 102   | 307    |

## Česko na ZOH 2018
Českou výpravu na Zimních olympijských hrách 2018 tvořilo 94 sportovců. Česko mělo své zástupce ve všech sportech kromě curlingu a skeletonu.
Medaile vybojovali lyžařka a snowboardistka Ester Ledecká (2× zlato), rychlobruslařka Martina Sáblíková (stříbro), biatlonisté Michal Krčmář (stříbro), Veronika Vítková (bronz), snowboardistka Eva Samková (bronz) a rychlobruslařka Karolína Erbanová (bronz).

## Kritika a kontroverze

### Válečný stav se Severní Koreou

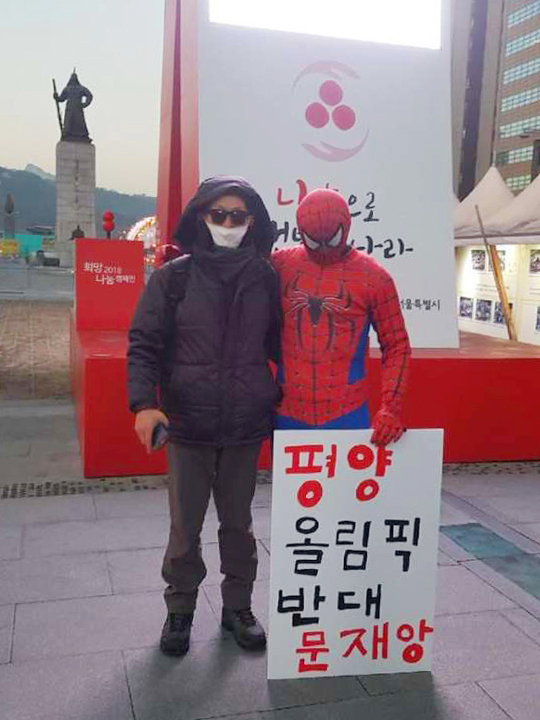
Demonstranti kritizující pro-severokorejská opatření kolem her. Nazývají je „Olympijské hry Pchjongjangu“.

Dne 3. září 2017 Severní Korea provedla svůj šestý a největší jaderný test. Hry se přitom konaly pouhých 80 km od demilitarizované hraniční zóny. To, že obě země zůstávají technicky ve válce poté, co jejich konflikt v roce 1953 skončil pouze příměřím, vyvolalo obavy o bezpečnost účastníků olympiády. Francouzská ministryně sportu Laura Flesselová-Colovicová 21. září 2017 prohlásila, že francouzský olympijský tým bude bojkotovat hry, pokud nebude bezpečnost v Jižní Koreji zaručena. O den později se se stejným stanoviskem k Francii připojily i Rakousko a Německo. O několik dní později však ministryně Flesselová-Colovicová potvrdila účast Francie na Hrách. 6. prosince 2017 velvyslankyně USA v OSN Nikki Haleyová řekla, že je „otevřenou otázkou“, zda se sportovci Spojených států budou moci zúčastnit Zimních olympijských her 2018. Ovšem jen o šest dní později mluvčí Bílého domu potvrdila, že Spojené státy se her zúčastní.
Protesty a online petice vyvolalo i to, že Severní a Jižní Korea budou mít sjednocený ženský hokejový tým a při slavnostním zahájení vstoupí pod sjednocenou korejskou vlajkou. Kritici argumentují tím, že se vláda pokouší využít hry k šíření pro-severokorejského sentimentu a že sjednocený hokejový tým nemusí být úspěšný. Další kontroverzi vyvolalo to, že jihokorejský prezident Mun Če-in si při zahájení olympiády podal ruku se sestrou severokorejského diktátora Kim Čong-una a významnou představitelkou tamního režimu Kim Jo-čong. Bylo to poprvé od konce korejské války, co člen vládnoucí rodiny Severní Koreje navštívil Jižní Koreu.
Viceprezident Spojených států Mike Pence se v Pchjongčchangu těsně před zahájením her setkal s uprchlíky ze Severní Koreje, v doprovodu měl též Freda Warmbiera, otce mladého Američana, který v červnu 2017 zemřel po návratu z vězení v KLDR.
Zajímavostí olympiády je účast skupiny 229 roztleskávaček ze Severní Koreje v červených kostýmcích, která vzbudila pozornost hned po příletu do dějiště her v Pchjongčchangu a je hodně vidět i na sportovištích. Během olympijských her se uskutečnilo několik důležitých jednání mezi Jižní Koreou a KLDR. Díky tomu se začalo říkat olympiádě v Pchjongčchangu například „olympiáda Pchjongjangu“, nebo „politická olympiáda“.

### Doping
Dne 5. prosince 2017 Mezinárodní olympijský výbor (MOV) oznámil, že ruský olympijský výbor je v důsledku státem sponzorovaného dopingového programu, jehož důsledkem byla řada diskvalifikací ruských sportovců startujících na ZOH 2014 v Soči, s okamžitou platností vyloučen z účasti na Zimních olympijských hrách 2018. Ruským sportovcům nemajícím žádné dopingové prohřešky a pravidelně podstupujícím antidopingové kontroly byla umožněna účast za předpokladu, že splní některé další předem dané podmínky, jako absolvování dodatečných předolympijských dopingových testů a úspěšné projití opětnou analýzou uložených vzorků. Stejně jako indičtí sportovci na hrách v Soči 2014, ruští sportovci mohli startovat pouze pod neutrální olympijskou vlajkou.
Někteří ruští funkcionáři po výroku MOV výzvali ke kompletnímu bojkotu her ze strany Ruska. Český svaz ledního hokeje a zástupci Švédska, Finska, Švýcarska i Kanady poslali dopis na federaci IIHF, v němž se staví za účast ruských hokejistů na ZOH 2018 v Koreji, s tím, že chtějí trestat prokázané případy a odmítají princip kolektivní viny. Ruský olympijský výbor nakonec 12. prosince 2017 svým sportovcům účast pod neutrální vlajkou oficiálně povolil. K lednu 2018 činil počet dodatečně diskvalifikovaných ruských sportovců z her v Soči 43. Mezinárodní olympijský výbor těmto sportovcům zakázal účast na hrách v Pchjongčchangu i jakýchkoli budoucích olympijských hrách. Kromě jediného se odvolali k Mezinárodní sportovní arbitráži (CAS). Ta vynesla 1. února 2018 rozsudek, ve kterém 28 sportovců zprostila obvinění a potvrdila jejich výsledky ze Soči. U 11 sportovců byl naopak výrok MOV potvrzen s tím, že zákaz účasti se týká pouze ZOH 2018, ovšem nikoliv dalších olympiád. U zbylých třech sportovců padne výrok až po olympiádě v Pchjongčchangu. MOV k výroku CAS vydal vyjádření, ve kterém oznámil, že výrok neznamená, že se omilostnění sportovci budou moci zúčastnit Her. Podle MOV zrušení sankcí nezaručuje automatické právo na účast. Dále MOV prohlásil, že výrok CAS neznamená, že oněch 28 sportovců je nevinných a že rozhodnutí CAS může mít vážné dopady na budoucí boj s dopingem. Povzbuzena výrokem CAS podala řada ruských sportovců, kteří neprošli schvalovacím procesem MOV a nebyli připuštěni na ZOH do Pchjongčchangu, další podnět k arbitráži, kterým se domáhali práva na účast. Tento podnět byl však CAS zamítnut, rozsudek byl zveřejněn 9. února, v den slavnostního zahájení Her. MOV toto rozhodnutí uvítal. Ruská výprava startující pod hlavičkou „Olympijských sportovců z Ruska“ nakonec čítala 168 sportovců (pozváno bylo 169, ale rychlobruslařka Olga Grafová účast odmítla).
13. února se japonský rychlobruslař na krátké dráze Kei Saito stal prvním sportovcem, který byl za doping vyloučen z her. Později měl ruský curler Alexandr Krušelnickij při dopingové kontrole pozitivní nález na meldonium. Třetím případem byl slovinský hokejový hráč Žiga Jeglič, který byl z her také vyloučen za doping.

### Mapa bez Japonska
Oficiální stránky Zimních olympijských her Pchjongčchang 2018 zveřejnily mapu světa bez japonského souostroví. Mluvčí japonské vlády Suga Jošihide požádal o okamžitou opravu mapy. Organizační výbor mapu napravil a řekl, že je to „jednoduchá chyba“. Načasování bylo nepříjemné, jelikož za poslední dva měsíce Severní Korea vypálila přes Japonsko dvě rakety a varovala, že Japonsko „by mohlo být potopeno do moře“.

### Obchod se psím masem
Olympijské hry přinášejí pozornost na to, že Jižní Korea je již dlouho v popředí v obchodu s masem ze psů. Kanadská krasobruslařka Meagan Duhamelová si stěžovala na to, že konzumace psího masa je zde běžná a legální. Psi jsou chováni pro spotřebu, žijí v hrozných podmínkách a jsou brutálně usmrcováni. Mnoho aktivistických skupin zdokumentovalo případy, kdy jsou v Jižní Koreji psi biti, upalováni, zabíjeni elektrickým proudem a vařeni zaživa. Někteří Korejci se domnívají, že čím více psi trpěli, tím je maso lepší, jelikož prý adrenalin dělá maso křehčí.

### Extrémní počasí
Mnoho sportovních událostí bylo sužováno silnými větry, což způsobilo nebezpečné podmínky. Slavnostní zahájení her se konalo v extrémních podmínkách s teplotou větru -22 °C a někteří návštěvníci opustili obřad dříve kvůli kruté zimě. Kvůli silnému větru v úvodních dnech her bylo mnoho závodů odloženo na pozdější termín: odklady a přesuny postihly sjezdové lyžování, snowboarding, freestyle lyžování, skoky na lyžích i biatlon. V prvních pěti dnech her byl úspěšně dokončen pouze jediný alpský lyžařský závod (mužská kombinace) z původních čtyř, které byly v tomto termínu plánovány. 14. února byl v olympijském parku tak silný vítr, že diváci byli raději posíláni do úkrytu a všechny činnosti v olympijském parku byly odloženy. Části stanů se uvolňovaly a stany médií byly uzavřeny.